# Dideoides zhengi
Dideoides zhengi är en tvåvingeart som beskrevs av Huo, Ren och Zheng 2007. Dideoides zhengi ingår i släktet Dideoides och familjen blomflugor. Inga underarter finns listade i Catalogue of Life.